# Grangegorman

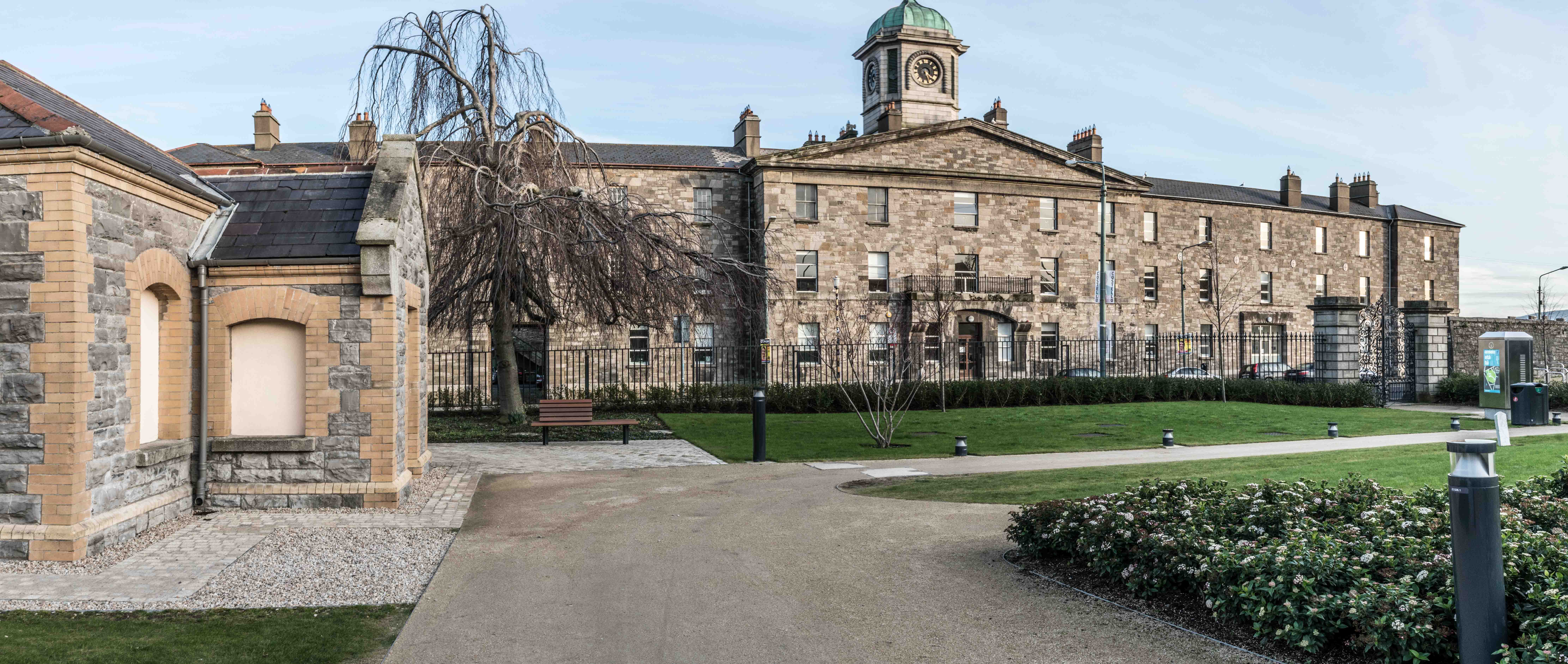
Campus Grangegorman de la Universidad Tecnológica de Dublín.

Grangegorman (en irlandés, Gráinseach Ghormáin) es un suburbio situado al norte de Dublín, Irlanda. Desde 2020, el área está siendo objeto de un importante plan de remodelación, desarrollado por Grangegorman Development Agency.
Desde 2013 en los terrenos de lo que fuera un antiguo presidio y posterior hospital, se está construyendo el nuevo campus del otrora Instituto de Tecnología de Dublín, actual Universidad Tecnológica de Dublín. Los primeros 1000 estudiantes fueron trasladados en 2014.